# エン・ゲディ

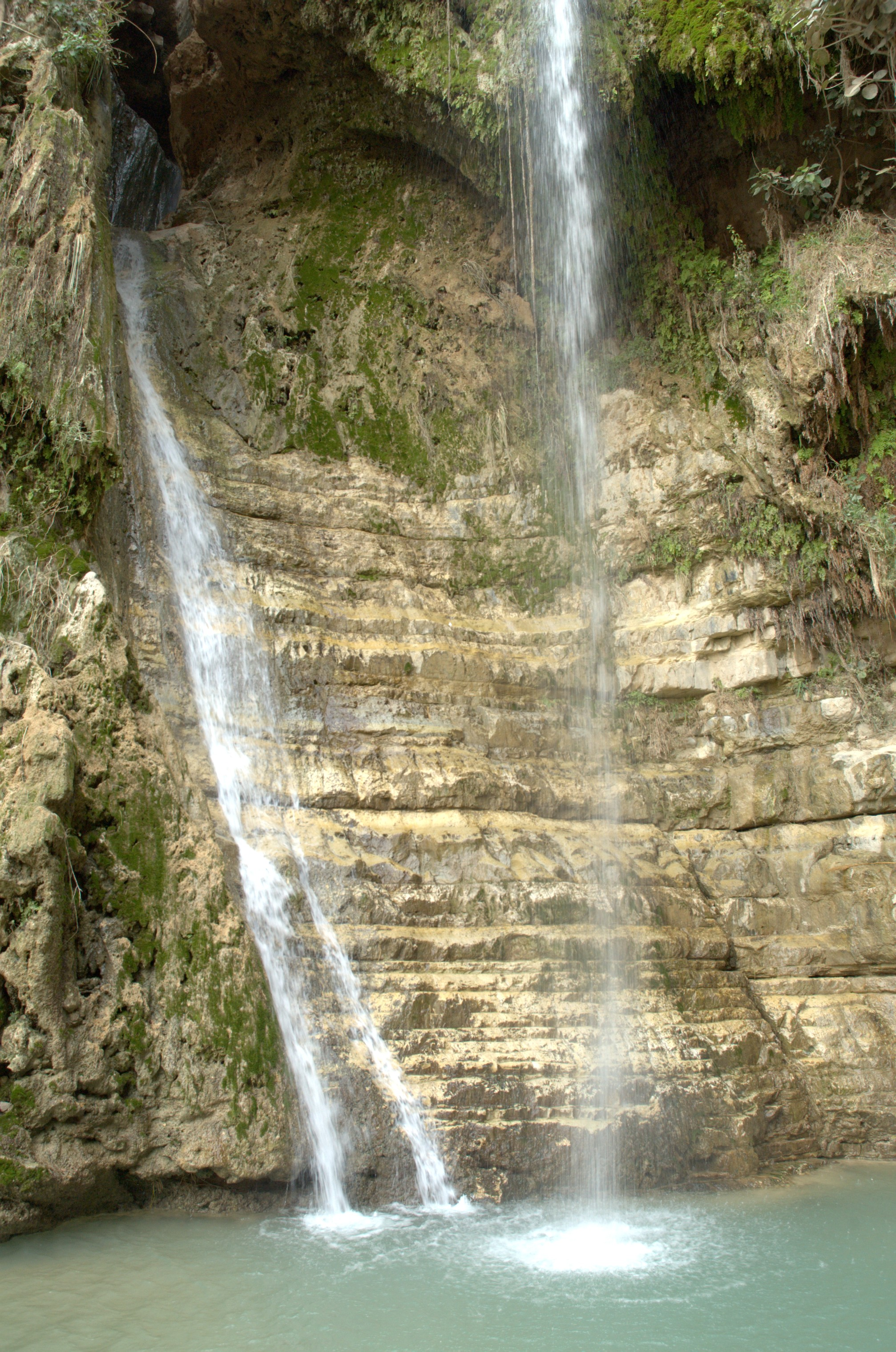
エン・ゲディ国立公園にあるダビデの滝

エン・ゲディ（ヘブライ語: עין גדי、英語: Ein Gedi）はイスラエル南東部の死海の西岸にある町で、観光都市である。旧約聖書の「歴代誌第二」20:2にハザゾン・タマル（Hazazon-tamar）として出ている町といわれるほど古い町である。語源的には、エン（ein）はヘブライ語でもアラビア語でも「泉」でゲディ（gdi）は「子ヤギ」で、エン・ゲディは近くにオアシスがあり、「子ヤギの泉」となる。
エン・ゲディはイスラエル公道90号線が上死海の西岸を通るところにある。現在は死海湖岸にエンゲディ・ビーチがあり、西郊外にエン・ゲディ国立公園が、北郊外に死海文書が発見されたクムラン洞窟（Qumran Caves）が、南郊外にマサダ要塞がある観光都市である  。
エンゲディ町中にはエンゲディー・キブツ（Ein Gedi Kibbutz）が管理する、近くのオアシスの水と降り注ぐ太陽を利用したエンゲディ・スパー（Ein Gedi Spa）があり、多くの療養客・観光客が訪れている。また、エンゲディ・レース（Ein Gedi race）もハーフマラソンの「シャローム・マラソン」として毎年開催されている。
世界一海抜の低い集落である。